# Reacción de Pellizzari
La Reacción de Pellizzari es una reacción química entre una amida y una hidrazida para formar un 1,2,4-triazol.

## Mecanismo
Inicialmente, el átomo de carbono del grupo carbonilo de la amida [1] es atacado por un átomo de nitrógeno de la hidrazida [2]. El hidrógeno en la molécula [3] se escinde con ayuda del nitrógeno y se forma un enlace al átomo de oxígeno. Con la eliminación de agua de la molécula [4] el átomo de nitrógeno forma un doble enlace al carbono en [5] (formación de una imina). Lo siguiente es un ataque intramolecular en el grupo carbonilo por parte del átomo de nitrógeno nucleófilo de la imina, dando como resultado la formación de un anillo de cinco miembros [6]. Después de una nueva migración de protones y la posterior eliminación de agua se forma a partir de [7] el 1,2,4-triazol [8].